# Frank Feltscher
Frank Feltscher (Bülach, 17 maggio 1988) è un ex calciatore svizzero naturalizzato venezuelano, di ruolo centrocampista.

## Biografia
Il fratello minore, Rolf, è anch'egli calciatore. I due hanno giocato insieme nel Grasshopper nella stagione 2007-2008.

## Carriera

### Club
Cresciuto nelle giovanili del Grasshopper, esordì nella Super League nella stagione 2006-2007, disputando 4 incontri. Nel campionato successivo ha disputato 16 gare e realizzato 2 reti. Passato nell'estate del 2008 al Lecce, allora militante in Serie A, nel febbraio successivo viene ceduto in prestito sino al termine della stagione al Bellinzona. Nell'agosto 2009 è ceduto a titolo definitivo al Bellinzona.
Il 28 giugno 2011 è passato al Grasshopper a causa della retrocessione della sua precedente squadra. Il 27 giugno 2014 viene annunciato il suo trasferimento all'Aarau, squadra con cui si lega per due anni. Il giorno seguente si infortuna, ferendosi al perone, durante la partita amichevole contro il Wohlen, impedendogli di giocare per varie settimane. Il 14 luglio 2015 passa ai ciprioti dell'AEL Limassol.

### Nazionale
Debutta con la Nazionale venezuelana il 2 settembre 2011 a Calcutta, in occasione dell'amichevole contro l'Argentina.

## Statistiche

### Cronologia presenze e reti in nazionale
| Cronologia completa delle presenze e delle reti in nazionale ― Venezuela | Cronologia completa delle presenze e delle reti in nazionale ― Venezuela | Cronologia completa delle presenze e delle reti in nazionale ― Venezuela | Cronologia completa delle presenze e delle reti in nazionale ― Venezuela | Cronologia completa delle presenze e delle reti in nazionale ― Venezuela | Cronologia completa delle presenze e delle reti in nazionale ― Venezuela | Cronologia completa delle presenze e delle reti in nazionale ― Venezuela | Cronologia completa delle presenze e delle reti in nazionale ― Venezuela |
| Data                                                                     | Città                                                                    | In casa                                                                  | Risultato                                                                | Ospiti                                                                   | Competizione                                                             | Reti                                                                     | Note                                                                     |
| ------------------------------------------------------------------------ | ------------------------------------------------------------------------ | ------------------------------------------------------------------------ | ------------------------------------------------------------------------ | ------------------------------------------------------------------------ | ------------------------------------------------------------------------ | ------------------------------------------------------------------------ | ------------------------------------------------------------------------ |
| 2-9-2011                                                                 | Salt Lake City                                                           | Venezuela                                                                | 0 – 1                                                                    | Argentina                                                                | Amichevole                                                               | -                                                                        | 74’                                                                      |
| 6-9-2011                                                                 | Caracas                                                                  | Venezuela                                                                | 2 – 1                                                                    | Guinea                                                                   | Amichevole                                                               | -                                                                        | 77’                                                                      |
| 7-10-2011                                                                | Quito                                                                    | Ecuador                                                                  | 2 – 0                                                                    | Venezuela                                                                | Qual. Mondiali 2014                                                      | -                                                                        | 73’                                                                      |
| 11-10-2011                                                               | Lecheria                                                                 | Venezuela                                                                | 1 – 0                                                                    | Argentina                                                                | Qual. Mondiali 2014                                                      | -                                                                        | 76’                                                                      |
| 11-11-2011                                                               | Barranquilla                                                             | Colombia                                                                 | 1 – 1                                                                    | Venezuela                                                                | Qual. Mondiali 2014                                                      | 1                                                                        | 64’                                                                      |
| 15-11-2011                                                               | San Cristóbal                                                            | Venezuela                                                                | 1 – 0                                                                    | Bolivia                                                                  | Qual. Mondiali 2014                                                      | -                                                                        | 63’                                                                      |
| 29-2-2012                                                                | Malaga                                                                   | Spagna                                                                   | 5 – 0                                                                    | Venezuela                                                                | Amichevole                                                               | -                                                                        | 78’                                                                      |
| 2-6-2012                                                                 | Montevideo                                                               | Uruguay                                                                  | 1 – 1                                                                    | Venezuela                                                                | Qual. Mondiali 2014                                                      | -                                                                        | 55’                                                                      |
| 15-8-2012                                                                | Sapporo                                                                  | Giappone                                                                 | 1 – 1                                                                    | Venezuela                                                                | Amichevole                                                               | -                                                                        | 73’                                                                      |
| 7-9-2012                                                                 | Lima                                                                     | Perù                                                                     | 2 – 1                                                                    | Venezuela                                                                | Qual. Mondiali 2014                                                      | -                                                                        | 74’                                                                      |
| 14-11-2012                                                               | Miami                                                                    | Venezuela                                                                | 1 – 3                                                                    | Nigeria                                                                  | Amichevole                                                               | 1                                                                        | 65’                                                                      |
| 22-3-2013                                                                | Buenos Aires                                                             | Argentina                                                                | 3 – 0                                                                    | Venezuela                                                                | Qual. Mondiali 2014                                                      | -                                                                        |                                                                          |
| 11-6-2013                                                                | Ciudad Guayana                                                           | Venezuela                                                                | 0 – 1                                                                    | Uruguay                                                                  | Qual. Mondiali 2014                                                      | -                                                                        | 56’                                                                      |
| 14-11-2014                                                               | Concepción                                                               | Cile                                                                     | 5 – 0                                                                    | Venezuela                                                                | Amichevole                                                               | -                                                                        | 58’                                                                      |
| Totale                                                                   |                                                                          | Presenze                                                                 | 14                                                                       |                                                                          | Reti                                                                     | 2                                                                        |                                                                          |

## Palmarès

### Club

#### Competizioni nazionali
- Coppa Svizzera: 1

Grasshoppers: 2012-2013